# 塙さより
塙 さより（はなわ さより、1996年3月25日 - ）は、日本の女優・タレント。ウイントアーツに所属していた。神奈川県横浜市出身。

## 人物
- 身長155cm。スリーサイズはB81　W58　H83。靴のサイズは23.5[1]。
- 絶対音感があり、ピアノはヤマハピアノマスタークラスに在籍した程の腕前。
- 特技はイラスト、前屈。趣味は読書、街の中の〝昭和〟を見つけること。
- 昭和をこよなく愛している。

## 出演

### CM
2016年
- リクルート SUUMO「最後の上映会」篇
- 三菱電機「ビジネスもニクイねぇ！」

2017年
- ロート製薬 オキシーOCL「自撮り」篇

2020年
- DYM就職「告白しとけばよかった」篇

### 映画
2017年
- 劇場版「咲-saki-」（2月3日全国ロードショー）‐ 今宮女子高校 田中舞役

### TV
2017年
- CX「今夜はナゾトレ」（7月18日）‐『FAKE7』ショップ店員役

2020年
- BSテレ東「ワカコ酒 Season5」第3夜「絶品のメンチカツ」（4月20日）‐ カップル女 役

### 舞台
2014年
- 劇団エピソード10 「WEC入学式」（4月、目黒パーシモンホール）‐ パフォーマンス
- 劇団エピソード10 「見よ、飛行機の高く飛べるを」（5月）‐ 菅野くら 役
- 劇団エピソード10 「アイドル笑劇団 エピソード0」（10月）‐ コント、パフォーマンス
- 劇団エピソード10 「アイドル笑劇団 エピソード0 vol.2」（11月）‐ コント、ゲストパフォーマンス

2015年
- 劇団エピソード10 ミュージカル「The Blue Than Blue」（1月、中野ザ・ポケット）‐ イモズル 役
- ミュージカル「AKB49～恋愛禁止条例」（3月）‐ アンダーキャスト

2016年
- 演劇革命企画「Stand Up Girls!」（11月1日 - 6日、四谷フラワースタジオ）‐ 加東無花果 役

2017年
- 「横浜グラフィティ アゲイン」（2月28日 - 3月4日、俳優座劇場）‐ ティナ 役

2018年
- バター猫のパラドックス バター公演 Vol.2「自爆！」（8月1日 - 6日、「劇」小劇場） ‐ 武田衣子 役
- 劇団たいしゅう小説家 Present`s「サギムスメ 2018 」人生晴れたり曇ったり（8月29日 - 9月2日、ワーサルシアター）
- WINTARTS 1st STAGE 2018『The Phantom Carol ～聖夜の怪人～』（12月20日 - 24日、角座）‐ コロナ 役

2019年
- ウルトラマンション本公演vol.14｢梅雨のむらさき｣（5月22日 - 26日、ワーサルシアター）
- 劇団バター猫のパラドックス｢二進法の彼女｣（8月30日 - 9月8日、コフレリオ新宿シアター）‐ 静畠舞 役
- WINTARTS 2nd STAGE「謝罪会見プランナー」（12月26日 - 29日、角座）‐ 泪橋涙 役

2020年
- ｢シェア･ザ･ワールド2020｣（2月20日 - 23日、紀伊國屋ホール）‐ ユリヤ 役

2021年
- 2.5次元ダンスライブ「ツキウタ。」ステージ Girl's Side MEGASTA. 『FIRST DREAM -あなたとみるはじめてのゆめ-』 （4月7日 - 11日、草月ホール）‐ 中島暦 役
- ｢Zoo-Z the STAGE -コンクリート・ジャングル-｣（7月7日 - 11日、東京ドームシティ シアターGロッソ）‐ 新井久美 役

### 配信
- 「SKE48×パートナーエージェント」婚活体験記 再現VTR（2020年8月 - ）

- GYAO「ハピゴラ！」（2018年11月）

### WEB
コラム
- 「大人女子のマンガ便り」（リレーコラム連載※終了）
- 「さるり倶楽部」